# Франц Антон Лоренц

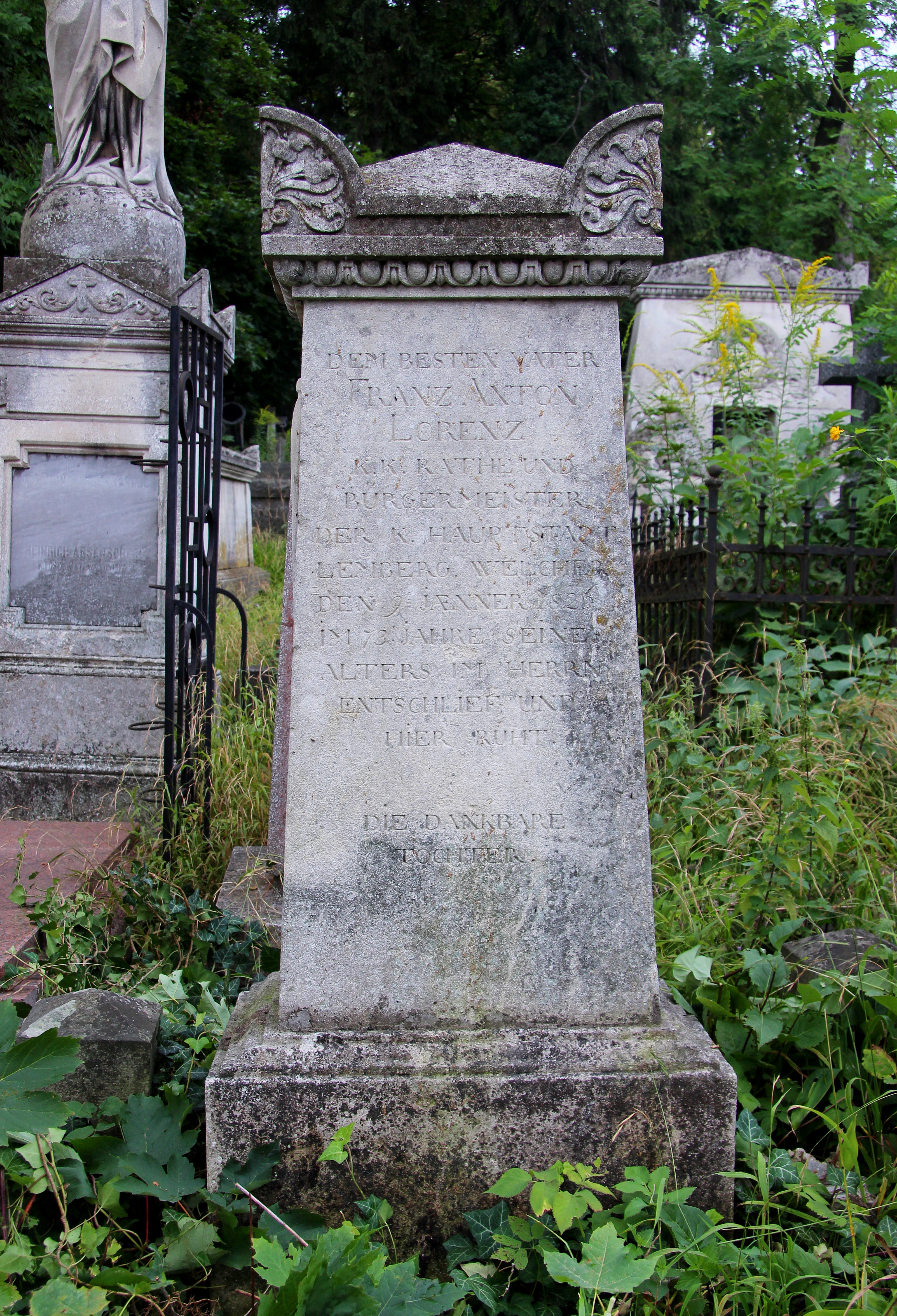

Франц Антон Лоренц (нім. Franz Anton Lorenz; бл. 1751 — 9 січня 1826) — бурмистр Львова у 1787—1816 роках, перший бурмистр Львова призначений австрійським урядом та губернатором Галичини після втрати містом магдебурзького права в 1785 році (до того бурмистрів обирала міська рада). Цісарсько-королівський радник і голова міського господарського суду (нім. Mercantil- und Wechselgericht), об'єднаного з магістратом.
Впродовж кількох тижнів 1809 року, під час франко-австрійської війни, Львів зайняли війська Герцогства Варшавського — союзників Наполеона Бонапарта, на чолі з Юзефом Понятовським. 28 травня 1809 року міська рада відсторонила Лоренца від влади і обрала Вацлава Кобервайна президентом міста. Проте, невдовзі Наполеон уклав мирну угоду з Габсбурґами, і місто повернулося під австрійський контроль 19 червня 1809 року.
Після першого зречення Наполеона у 1814 році, Франц Антон Лоренц організував у Львові «Свято миру».
Помер 9 січня 1826 року у Львові, похований на Личаківському цвинтарі (поле № 7).